# 岩谷十郎
岩谷 十郎（いわたに じゅうろう、1961年1月3日 - ）は、日本の法学者（日本法制史・法文化論）。慶應義塾大学教授。

## 来歴・人物
1961年東京都生まれ。1977年慶應義塾普通部卒業。1980年慶應義塾高等学校卒業。1984年慶應義塾大学法学部法律学科卒業。1989年慶應義塾大学大学院法学研究科単位取得退学。学部・大学院を通じて向井健に師事。また森征一、霞信彦の指導を受ける。
1989年、慶應義塾大学法学部専任講師。1992年、同助教授。2001年、同教授。また、2012年に慶應義塾福澤研究センター所長（-2015年10月まで）、2015年から2021年まで慶應義塾大学法学部長・法学研究科委員長を務めた。2021年8月1日、慶應義塾常任理事に就任した 。
常任理事としては総務と法務、広報を主管する。2022年3月に文部省の有識者会議「学校法人ガバナンス改革会議」によって取りまとめられた報告書中の「理事と評議員の兼任禁止」が慶應義塾規約と矛盾することに対して、規約の改正は慎重な準備の下で進めていくとしている 。

## 単著
- 『明治日本の法解釈と法律家』（慶應義塾大学出版会、2012年）

## 共編著
- 『よくわかる日本法制史』（岩谷十郎・松園潤一朗・高田久美、ミネルヴァ書房、2025年）
- 『再帰する法文化』（国際書院、2016年）
- 『法典とは何か』（岩谷十郎・片山直也・北居功編、2014年、慶應義塾大学出版会）
- 『福澤諭吉の法思想：視座・実践・影響』（安西敏三・岩谷十郎・森征一編著、慶應義塾大学出版会、2002年）
- 『法と正義のイコノロジー』（森征一・岩谷十郎編、慶應義塾大学出版会、1997年）

## 共著
- 「福澤諭吉と法文化」小室正紀編『近代日本と福澤諭吉』（慶應義塾大学出版会、2013年）
- 「明治時代の罪と罰」水林彪ほか編『法社会史』（山川出版社、2001年）
- 「明治司法官の近代法をめぐる逡巡」杉山晴康編『裁判と法の歴史的展開』（敬文堂、1992年）

## 訳書
- ジャン-ルイ・アルペラン「フランス人にとっての記憶の場としての民法」（石井三記との共訳）石井三記編『コード・シヴィルの200年 法制史と民法からのまなざし』（創文社、2007年）

## 監修
- 岩谷十郎、村上一博、三阪佳弘監修『日本辯護士協會録事』[複製版]（ゆまに書房、2004年-）

## 解説・解題
- ボアソナード著、星野英一編集顧問;ボアソナード民法典研究会編『ボアソナード民法典資料集成 第2期後期1-2（法律取調委員会明治19~21年・元老院明治22年）』2（雄松堂出版、2006年）
- ボアソナード著、星野英一編集顧問;ボアソナード民法典研究会編『ボアソナード民法典資料集成 第2期後期1-2（法律取調委員会明治19~21年・元老院明治22年）』1（雄松堂出版、2006年）
- 「福澤における条約改正論』福澤諭吉『福澤諭吉著作集』第8巻（西川俊作と共編、慶應義塾大学出版会、2003年）